# Miss Bolivia 1999
La 19.ª edición del certamen Miss Bolivia, correspondiente al año 1999 se celebró en el Salón Club Japonés en la ciudad de Santa Cruz de la Sierra. Concursantes de los nueve departamentos bolivianos y el Litoral, compitieron por este título de belleza.

## Resultados Finales
| Resultado Final            | Departamento      | Candidata               |
| -------------------------- | ----------------- | ----------------------- |
| Miss Bolivia 99            | - Miss Santa Cruz | Yenny Vaca Paz          |
| Señorita Bolivia 99        | - Miss Tarija     | Raquel Rivera           |
| Miss Bolivia Internacional | - Srta Santa Cruz | Natalia Arteaga Gamarra |
| Primera Finalista          | - Miss Potosí     | Marcela Cuellar         |
| Segunda Finalista          | - Miss Litoral    | Vanessa Suárez          |

## Candidatas Oficiales
- candidatas de los 9 departamentos de País concursaron por la corona del  Miss Bolivia 2000

| Candidata        | Nombre                  |
| ---------------- | ----------------------- |
| Srta. Beni       | Lorena Ramírez          |
| Miss Chuquisaca  | Marcela Ávila           |
| Srta. Chuquisaca | Rosario Tapia           |
| Miss La Paz      | Denisse Quiroga         |
| Miss Litoral     | Vanessa Suarez          |
| Srta. Litoral    | Anabella Bejarano       |
| Miss Potosí      | Marcela Cuellar         |
| Miss Santa Cruz  | Yenny Vaca Paz          |
| Srta. Santa Cruz | Natalia Arteaga Gamarra |
| Miss Tarija      | Raquel Rivera           |
| Srta. Tarija     | Griselda Márquez        |

| Predecesor: Miss Bolivia 1998 | Miss Bolivia 1999 4 de agosto de 1999 | Sucesor: Miss Bolivia 2000 |

- Datos: Q24939762